# Hagen Pohle
Hagen Pohle (ur. 5 marca 1992 we Frankfurcie nad Odrą) – niemiecki lekkoatleta specjalizujący się w chodzie sportowym.
W 2009 został mistrzem świata juniorów młodszych, a rok później zajął jedenastą lokatę na mistrzostwach świata juniorów. Złoty medalista mistrzostw Europy juniorów z Tallinna (2011). Brązowy medalista młodzieżowych mistrzostw Starego Kontynentu w 2013. Reprezentant Niemiec w pucharze świata oraz pucharze Europy w chodzie sportowym. Medalista mistrzostw kraju.
Rekordy życiowe: chód na 20 kilometrów – 1:19:58 (9 kwietnia 2016, Podiebrady).

## Osiągnięcia
| Rok  | Impreza                                | Miejsce              | Konkurencja            | Lokata      | Wynik    |
| ---- | -------------------------------------- | -------------------- | ---------------------- | ----------- | -------- |
| 2008 | Puchar świata w chodzie sportowym      | Czeboksary           | chód na 10 km juniorów | 34. miejsce | 44:33    |
| 2009 | Puchar Europy w chodzie sportowym      | Metz                 | chód na 10 km juniorów | 4. miejsce  | 42:25    |
| 2009 | Mistrzostwa świata juniorów młodszych  | Tyrol Południowy     | chód na 10 000 m       | 1. miejsce  | 41:35,99 |
| 2010 | Mistrzostwa świata juniorów            | Moncton              | chód na 10 000 m       | 11. miejsce | 42:33,31 |
| 2011 | Puchar Europy w chodzie sportowym      | Olhão da Restauração | chód na 10 km juniorów | 2. miejsce  | 41:36    |
| 2011 | Mistrzostwa Europy juniorów            | Tallinn              | chód na 10 000 m       | 1. miejsce  | 40:43,73 |
| 2012 | Puchar świata w chodzie sportowym      | Sarańsk              | chód na 20 km          | 72. miejsce | 1:28:58  |
| 2013 | Puchar Europy w chodzie sportowym      | Dudince              | chód na 20 km          | 24. miejsce | 1:26:39  |
| 2013 | Młodzieżowe mistrzostwa Europy         | Tampere              | chód na 20 km          | 3. miejsce  | 1:25:04  |
| 2014 | Mistrzostwa Europy                     | Zurych               | chód na 20 km          | 15. miejsce | 1:24:00  |
| 2015 | Puchar Europy w chodzie sportowym      | Murcja               | chód na 20 km          | 12. miejsce | 1:23:07  |
| 2015 | Mistrzostwa świata                     | Pekin                | chód na 20 km          | 18. miejsce | 1:22:29  |
| 2016 | Drużynowe mistrzostwa świata w chodzie | Rzym                 | chód na 20 km          | 20. miejsce | 1:21:39  |
| 2016 | Igrzyska olimpijskie                   | Rio de Janeiro       | chód na 20 km          | 18. miejsce | 1:21:44  |
| 2016 | Igrzyska olimpijskie                   | Rio de Janeiro       | chód na 50 km          | –           | DNF      |
| 2017 | Puchar Europy w chodzie                | Podiebrady           | chód na 20 km          | 18. miejsce | 1:23:24  |
| 2017 | Mistrzostwa świata                     | Londyn               | chód na 20 km          | 17. miejsce | 1:20:53  |
| 2018 | Drużynowe mistrzostwa świata w chodzie | Taicang              | chód na 20 km          | 11. miejsce | 1:23:44  |
| 2018 | Mistrzostwa Europy                     | Berlin               | chód na 20 km          | 8. miejsce  | 1:21:35  |
| 2019 | Mistrzostwa świata                     | Doha                 | chód na 20 km          | 17. miejsce | 1:32:20  |